# Los Fresnos de Puerto Rico
Los Fresnos de Puerto Rico es una localidad del municipio de Ajuchitlán del Progreso ubicado en el estado mexicano de Guerrero.

## Geografía
Los Fresnos de Puerto Rico se sitúa en las coordenadas geográficas 17°39′35″N 100°39′24″O / 17.659722, -100.656667, a una elevación de 1,720 metros sobre el nivel del mar.

## Demografía
Según el Conteo de Población y Vivienda 2005, efectuado por el Instituto Nacional de Estadística y Geografía, Los Fresnos de Puerto Rico tenía 191 habitantes en 2005, en 2010 la población era 201 habitantes, y para 2020 había 180 habitantes, de los cuales 105 son del sexo masculino y 86 del sexo femenino.
| Gráfica de evolución demográfica de Los Fresnos de Puerto Rico entre 2005 y 2020 |
|                                                                                  |
| INEGI.                                                                           |